# Shibata Katsuie
Shibata Katsuie est un nom japonais traditionnel ; le nom de famille (ou le nom d'école), Shibata, précède donc le prénom (ou le nom d'artiste).
Shibata Katsuie (柴田勝家, Shibata Katsuie, 1522-14 juin 1583) était un commandant samouraï de l'époque Sengoku (XVIe siècle) qui a servi sous les ordres d'Oda Nobunaga.

## Son histoire
Il fut sous les ordres de Oda Nobukatsu (Oda Nobuyuki), fils de Oda Nobunaga. En 1556, après sa défaite à Ino lors de sa tentative de coup d'État, il rejoint Oda Nobunaga et devient un de ses plus fidèles généraux.
Le plus remarquable exploit militaire de Shibata eut lieu en 1570, lors du siège du château Chokoji, situé dans la province d'Omi, où Shibata lutta avec seulement 400 samouraïs contre l'armée du clan Rokkaku forte de 4 000 hommes. Le général adverse, Rokkaku Yoshikata, parvint à couper l'approvisionnement en eau des assiégés et attendit que leurs réserves s'épuisent et que les hommes s'affaiblissent pour lancer une attaque frontale. Mais refusant de se laisser faire, Shibata Katsuie assembla ses hommes et brisa les jarres restantes, déclarant qu'en tant que samouraï, ils devaient préférer une mort rapide par les armes plutôt qu'une mort lente par déshydratation… un stratagème classique de la théorie militaire chinoise, très en vogue auprès des samouraïs à l'époque Sengoku, ayant pour but de faire comprendre aux troupes qu'il n'y a pas de retour possible : la victoire ou la mort. Et les samouraïs de Katsuie reçurent parfaitement le message, puisque sous son commandement direct, ils lancèrent une sortie désespérée. Leur dernier carré fut si féroce que l'armée Rokkaku, bien que dix fois plus nombreuse, s'en trouva démoralisée et battit en retraite !
En 1575, après avoir pris le contrôle de la province d'Echizen, il reçut le château de Kitanosho (Hokujō). Il fut alors envoyé au combat pour conquérir la région de Hokuriku. Après le contrôle de Kaga et de Noto, il a commencé une campagne contre la province d'Etchu en 1581. Lors d'une réunion dans Kiyosu pour déterminer le successeur de Nobunaga, il a soutenu Oda Nobutaka, le troisième fils, pour qui Katsuie avait effectué le rituel de genpuku. 
Il s'est allié avec Oda Nobutaka et Takigawa Kazumasu pour lutter contre Hideyoshi. Cependant, son domaine était isolé en hiver par d'importantes chutes de neige et ceci limita ses actions. Ses deux alliés furent détruits tandis qu'il luttait contre les Uesugi. Ses forces, sous le commandement de Sakuma Morimasa, ont assiégé Nakagawa Kiyohide à la bataille de Shizugatake. Les ordres de Shibata seront ignorés par Sakuma. Il se retira au château de Kitanoshō  avec une armée décimée. Il n'eut d'autre choix que de mettre le feu au château et de pratiquer le seppuku.

## Dans les jeux vidéo
Son charisme exceptionnel a fait de lui un personnage très apprécié dans l'univers du jeu vidéo. Il apparaît ainsi dans Kessen 3 (par Koei) en tant que général jouable et dans Samourai Warriors 2. On le retrouve également dans Sengoku Rance d'AliceSoft et Sengoku Basara 4 de Capcom.
Il est également l'un des personnages du jeu vidéo Nioh 2.